# Caos (album)
Caos è il decimo album in studio del rapper italiano Fabri Fibra, pubblicato il 18 marzo 2022 dalla Epic Records.
L'album è stato inserito al secondo posto nella lista dei migliori album italiani dell'anno secondo Panorama e tredicesimo in quella stilata da Rolling Stone Italia.

## Descrizione
Il disco è stato annunciato dal rapper il 1º marzo, risultando la sua prima pubblicazione dopo il passaggio dalla Universal Music Group alla Sony Music. Al pari dei precedenti album anche Caos si caratterizza per la presenza di svariati artisti e produttori, tra cui Francesca Michielin, Guè, Madame, Marracash e Salmo.
Il disco è diviso in tre parti: la prima è dedicata all'hip hop, la seconda all'Italia e la terza è più personale e intima. Le sonorità, oltre a presentare i classici elementi hip hop tipici dell'artista (in special modo GoodFellas, Cocaine e Outro), spaziano anche tra dance (Stelle), pop (Propaganda) e punk (Pronti al peggio).

Il rapper ha raccontato attraverso i social network:

## Copertina
La copertina di Caos è stata scattata sul litorale di Grado in Friuli-Venezia Giulia e vede Fabri Fibra camminare sulla spiaggia. Tommaso Naccari di GQ Italia ha sottolineato che si tratti della seconda copertina di un album del rapper in cui vi è «l'assenza del classico faccione tipico del disco rap» dopo Squallor del 2015, descrivendo la figura del rapper «che quasi si allontana, malinconico, lungo un litorale», in sintonia con i temi cantanti del progetto.

## Promozione
Il 1º marzo 2022 Fabri Fibra ha annunciato la pubblicazione di Caos e le date della relativa tournée Caos Live. Contestualmente all'annuncio, le principali piattaforme digitali e streaming hanno diffuso delle versioni speciali del disco al fine di celebrare il ritorno dell'artista sulla scena musicale a distanza di cinque anni da Fenomeno. Spotify ha reso disponibile Fabri Fibra presenta Caos, the Enhanced Album, in cui i brani dell'album sono intervallati da contenuti esclusivi, video, audio e storyline, attraverso i quali il rapper si racconta agli ascoltatori. Amazon Music ha invece presentato il format LIN11, nel quale Fabri Fibra racconta la propria carriera e Caos in un'intervista curata da Carlo Pastore, mentre Apple Music ha invece consentito ad un numero limitato di ascoltatori di partecipare ad un ascolto immersivo del disco guidato dagli ingegneri del suono di Caos in uno studio di registrazione.

## Accoglienza
| Recensione | Giudizio |
| ---------- | -------- |
| Newsic     | 8,5/10   |
| Ondarock   | 7/10     |
| Rockol     | 8/10     |

Silvia Danielli di Billboard Italia inizia la recensione riscontrando che «non è facile rimanere sempre sul pezzo. Sorvolare su innumerevoli particolari come i commenti dei colleghi più giovani, i paragoni, le considerazioni su quello che funziona nel mercato discografico» ma che il progetto di Fabri Fibra si leghi ai progetti discografici dei rapper più longevi del panorama italiano Noi, loro, gli altri di Marracash e Guesus di Guè, poiché «si sono messi a nudo e hanno fatto i conti con la propria coscienza». La giornalista scrive che si tratti di «un lavoro decisamente denso, corposo per le produzioni messe in campo, la varietà di ritmi e i nomi coinvolti» in cui i temi affrontati arrivano al «punto più basso del nichilismo e della disperazione. [...] fa sorridere grazie al sarcasmo, disturba e irrita con una sincerità disarmante. Lascia una speranza, che naturalmente molto spesso si identifica con la musica stessa». Rolling Stone Italia ha osservato come i testi risultino «più intimi» rispetto ai precedenti lavori del rapper, in cui «ribadisce la sua idea sul mondo». Proseguendo con la recensione viene riportato che si tratti di «un album che dice cose belle, brutte, imperfette, spaventose, attrattive, in poche parole dice cose vere». Alessandro Alicandri di TV Sorrisi e Canzoni descrive Caos come un album «di grande qualità e denso di contenuti, con quell'immediatezza che solo Fibra sa garantire con la sua musica».
Andrea Conti de Il Fatto Quotidiano si è soffermato sulle sfumature musicali e compositive dell'album, riscontrando «una tavolozza di colori dalla disco, al pop, al rock, non tralasciando il rap, gradevoli alla vista e all'ascolto» in «diciassette brani non solo conferma di graffiare ancora e di saperlo fare bene, ma dimostra come aprirsi a collaborazioni e a nuovi produttori non vuol dire snaturarsi, al contrario, è linfa vitale per la crescita umana e artistica». Claudio Cabona di Rockol lo definisce «un album manifesto» in cui il rapper ha condensato vent'anni di carriera, senza rinunciare a nuove sperimentazioni.

## Tracce
1. Intro (Cielo) – 2:25 (testo: Gino Paoli, Fabrizio Tarducci – musica: 2nd Roof, Kermit)
2. GoodFellas (feat. Rose Villain) – 3:36 (testo: Fabrizio Tarducci, Rosa Luini – musica: Sixpm)
3. Brutto figlio di – 2:38 (testo: Fabrizio Tarducci – musica: 2nd Roof)
4. Sulla giostra (feat. Neffa) – 3:25 (testo: Fabrizio Tarducci, Giovanni Pellino – musica: Neffa)
5. Stelle (feat. Maurizio Carucci) – 3:06 (testo: Fabrizio Tarducci, Maurizio Carucci – musica: Dardust)
6. Propaganda (feat. Colapesce Dimartino) – 3:33 (testo: Fabrizio Tarducci, Davide Petrella – musica: Zef, Marz)
7. Caos (feat. Lazza & Madame) – 2:59 (testo: Fabrizio Tarducci, Francesca Calearo, Jacopo Lazzarini – musica: Low Kidd)
8. Pronti al peggio (feat. Ketama126) – 3:23 (testo: Fabrizio Tarducci, Piero Baldini – musica: Big Fish, Mario Fracchiolla)
9. Fumo erba – 2:44 (testo: Fabrizio Tarducci – musica: Strage)
10. Demo nello stereo – 3:13 (testo: Fabrizio Tarducci – musica: Zef, 2nd Roof)
11. El diablo – 2:32 (testo: Fabrizio Tarducci – musica: 2nd Roof)
12. Amici o nemici – 2:33 (testo: Fabrizio Tarducci – musica: 2nd Roof)
13. Cocaine (feat. Guè & Salmo) – 3:06 (testo: Fabrizio Tarducci, Cosimo Fini, Maurizio Pisciottu – musica: 2nd Roof, BretBeats)
14. Noia (feat. Marracash) – 4:44 (testo: Fabio Rizzo, Fabrizio Tarducci – musica: Ketama126, Miles Davis)
15. Nessuno – 3:16 (testo: Davide Petrella, Fabrizio Tarducci – musica: D-Ross, Startuffo)
16. Liberi (feat. Francesca Michielin) – 4:03 (testo: Fabrizio Tarducci, Francesca Michielin – musica: Francesca Michielin)
17. Outro (Senti) – 4:25 (testo: Fabrizio Tarducci – musica: 2nd Roof, T&O)

## Successo commerciale
Nelle prime 24 ore dalla pubblicazione di Caos tutti i brani dell'album hanno occupato le prime posizioni nelle classifiche delle tracce più ascoltate in Italia attraverso Spotify e Apple Music. Ad una settimana dalla commercializzazione, l'album ha debuttato al terzo posto classifica Top Albums Debut Global di Spotify e i relativi brani hanno occupato le prime 25 posizioni della Top 50 Italia della piattaforma; inoltre si è posizione in cima nella classifica degli album acquistati su iTunes nonché in quella relativa agli album più ascoltati su Amazon Music, divenendo il miglior ingresso per un album nel 2022 e il secondo miglior esordio di sempre nella storia della piattaforma appartenente al gruppo Amazon.com.
Caos ha esordito alla prima posizione della Classifica FIMI Album, divenendo il quinto album dell'artista a conseguire tale risultato, e alla prima in quella relativa ai vinili, rimanendovi per due settimane consecutive. Inoltre tutte le tracce del disco si sono posizionate tra le prime cinquanta posizioni della Top Singoli. A distanza di una settimana l'album è stato inoltre certificato disco d'oro per le oltre 25 000 unità vendute.

## Classifiche

### Classifiche settimanali
| Classifica (2022) | Posizione massima |
| ----------------- | ----------------- |
| Italia            | 1                 |
| Svizzera          | 15                |

### Classifiche di fine anno
| Classifica (2022) | Posizione |
| ----------------- | --------- |
| Italia            | 9         |